# Appellation d’origine contrôlée

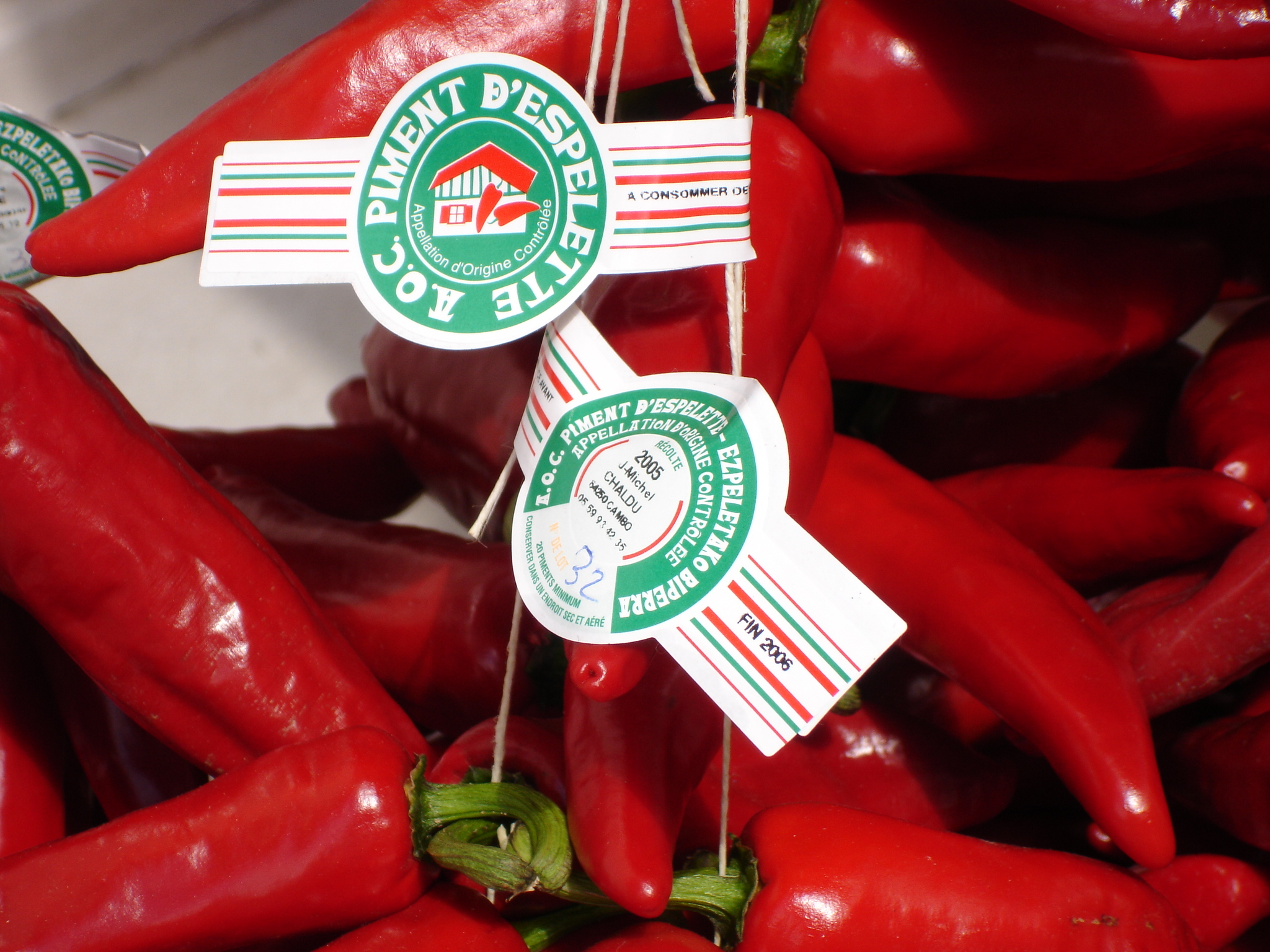
Paprika Espelette AOC tanúsítványával

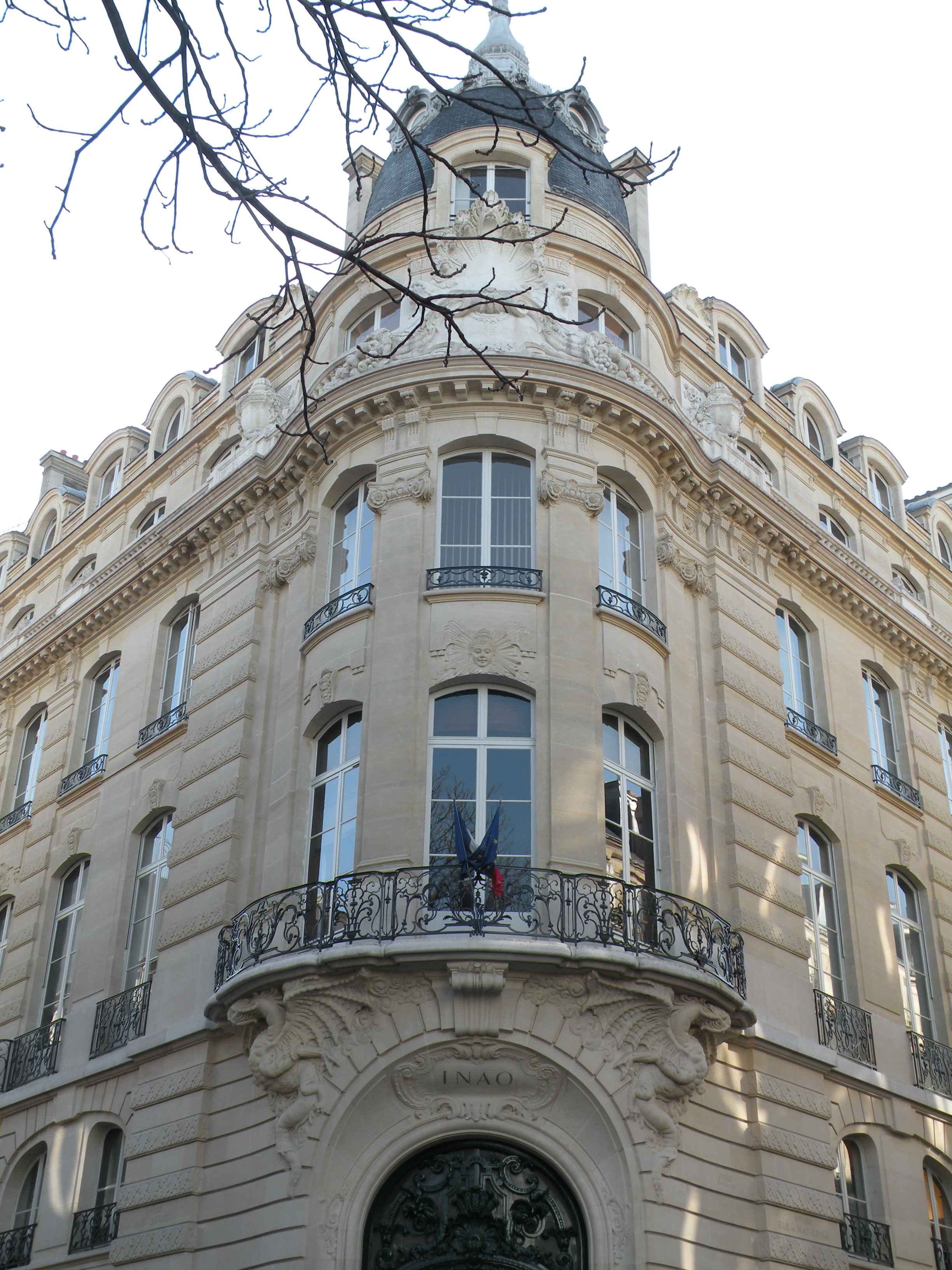
INAO székház Párizsban

Az Appellation d’origine contrôlée rövidítve AOC magyarul oltalom alatt álló eredetmegjelölés egy olyan eredetvédettséget ellenőrző nemzeti szabályozás, mely Franciaországban és Svájcban is működik. A francia mezőgazdaság regionális árucikkeit védi, mint például bor, pezsgő, vaj, sajt, olívaolaj és egyéb hasonló termékek. Az eredetmegjelölés francia szabályozó testülete az Institut national de l'origine et de la qualité korábbi nevén Institut National des Appellations d’Origine (INAO) magyarul Eredetmegjelölések Nemzeti Intézete. A eredetmegjelölés francia történetének gyökerei a 15. századba nyúlnak vissza.

## Története
Az ellenőrzött eredetmegjelölés szabályozásának igénye a borok készítéséhez kapcsolódik és a különböző szabályozások egészen a 15. századig nyúlnak vissza. Az AOC tanúsítványokat az 1930-as évektől kezdve alkalmazzák. A szabályozás minden francia borvidék számára előírja az alapkövetelményeket. Ilyenek például a művelhető szőlőfajták köre, illetve hogy az adott bornak vagy pezsgőnek milyen magas lehet az alkoholtartalma vagy egyéb más összetevője. Az AOC szigorú szabályozást jelent és 1990-ben kiterjesztették más mezőgazdasági termékekre: sajt, vaj, méz, olívaolaj stb.

## Követelmények
- Az előállítás hagyományos módszerekkel kell hogy történjen.
- A felhasznált elemeknek egy meghatározott földrajzi régióból kell származniuk.
- Meghatározott minőségi szabványnak kell megfeleltetni az árut.
- Az előállítást szigorúan ellenőrzik, amit az AOC végez.

Jogilag büntetendő az, aki az AOC által levédett márkákat árusítja, annak bevonása, tudta nélkül. Az Európai Unióban elfogadott Protected Designation of Origin  (PDO) néven hozhatnak forgalomba a termelők oltalom alatt álló eredetmegjelöléssel termékeket, így az AOC elhelyezésére vonatkozóan nincs kizárólagos kötelezettség.